# كيشا وايت
كيشا وايت (بالإنجليزية: Keisha White)‏ هي مغنية بريطانية، ولدت في 31 مارس 1988 في لندن في المملكة المتحدة.

## وصلات خارجية
- كيشا وايت على موقع IMDb (الإنجليزية)
- كيشا وايت على موقع ميوزك برينز (الإنجليزية)
- كيشا وايت على موقع ديسكوغز (الإنجليزية)
- كيشا وايت على موقع كينوبويسك (الروسية)